# Райнгольд Кноблох
Райнгольд Кноблох (нім. Reinhold Knobloch; 13 березня 1883, Рослебен — 27 березня 1962, Штутгарт) — німецький офіцер, контрадмірал крігсмаріне.

## Біографія
1 квітня 1902 року вступив в кайзерліхмаріне. Учасник Першої світової війни, артилерійський офіцер на крейсерах. У вересні-листопаді 1918 року проходив курс підводника. Після демобілізації армії залишений в рейхсмаріне. 30 вересня 1933 року вийшов у відставку, проте наступного дня повернувся на службу як офіцер земельної оборони (з 5 березня 1935 року — служби комплектування) і був призначений артилерійським інструктором інспекції морської артилерії. 30 квітня 1936 року остаточно вийшов у відставку. 15 лютого 1939 року переданий в розпорядження крігсмаріне, але не отримав призначення. 1 червня 1945 року взятий в полон радянськими військами. 6 жовтня 1955 року звільнений.

## Звання
- Морський кадет (1 квітня 1903)
- Фенріх-цур-зее (11 квітня 1903)
- Лейтенант-цур-зее (29 вересня 1905)
- Оберлейтенант-цур-зее (30 березня 1908)
- Капітан-лейтенант (22 березня 1914)
- Корветтен-капітан (1 січня 1921)
- Фрегаттен-капітан (1 жовтня 1928)
- Капітан-цур-зее (1 жовтня 1929)
- Контрадмірал запасу (30 квітня 1936)

## Нагороди
- Орден Святого Олафа, лицарський хрест (Норвегія; 10 лютого 1906)
- Залізний хрест 2-го і 1-го класу
- Хрест «За вислугу років» (Пруссія)
- Почесний хрест ветерана війни з мечами